# Baronía de Bonet
La baronía de Bonet es un título nobiliario español creado por la reina regente María Cristina de Habsburgo Lorena y concedido, en nombre de Alfonso XIII, a favor de Joaquín Bonet y Amigó, senador del reino y rector de la Universidad de Barcelona, mediante real decreto del 15 de noviembre de 1901 y despacho expedido el 13 de diciembre del mismo año.

## Barones de Bonet
|                           | Titular                              | Periodo                   |
| Creación por Alfonso XIII | Creación por Alfonso XIII            | Creación por Alfonso XIII |
| ------------------------- | ------------------------------------ | ------------------------- |
| I                         | Joaquín Bonet y Amigó                | 1901-1913                 |
| II                        | Joaquín Bonet y Mestre               | 1913-1934                 |
| III                       | María de las Mercedes Bonet y Mestre | 1934-1962                 |
| IV                        | Carlos Amigó y de Bonet              | 1962-1987                 |
| V                         | Carlos Amigó y Tuero-O'Donell        | 1987-2017                 |
| VI                        | Álvaro Amigó Bengoechea              | 2018-actual               |

## Historia de los barones de Bonet
- Joaquín Bonet y Amigó (Barcelona, 7 de julio de 1852-Barcelona, 14 de septiembre de 1913), I barón de Bonet, Gran Cruz de Isabel la Católica, médico, obstreta, senador y escritor.[2][1]

Casó el 14 de septiembre de 1876, en Barcelona, con María Jacoba de Jesús Mestre y Peralta. El 13 de febrero de 1915 le sucedió su hijo:
- Joaquín Bonet y Mestre (Barcelona, 29 de diciembre de 1883-Barcelona, 6 de junio de 1934), II barón de Bonet.[1]

Soltero. Sin descendientes. El 14 de abril de 1956 le sucedió su hermana:
- María de las Mercedes Bonet y Mestre, III baronesa de Bonet, Medalla de Sufrimientos por la Patria.[1]

Casó con Narciso Amigó y García-Lablano. El 28 de diciembre de 1962, previa orden del 31 de julio del mismo año para que se expida la correspondiente carta de sucesión (BOE del 14 de agosto), le sucedió su hijo:
- Carlos Amigó y de Bonet, IV barón de Bonet.[3]

Casó con María del Pilar Tuero O'Donell y Seminario. El 27 de octubre de 1987, previa orden del 18 de septiembre del mismo año para que se expida la correspondiente carta de sucesión (BOE del 2 de octubre), le sucedió su hijo:
- Carlos Amigó Tuero-O'Donell (Barcelona, 21 de junio de 1934[7]-Barcelona, 10 de julio de 2017[8]), V barón de Bonet, abogado, perito mercantil.[7]

Casó con María Lourdes Bengoechea Calvo (n. 1939). El 4 de abril de 2018, previa orden del 13 de febrero del mismo año para que se expida la correspondiente carta de sucesión (BOE del 22 de febrero), le sucedió su hijo:
- Álvaro Amigó Bengoechea (n. Barcelona, 22 de junio de 1965), VI barón de Bonet, abogado.[7]

Casó el 23 de marzo de 1996 con Mónica Torres González.